# كأس العالم لكرة السلة 2014
بطولة كأس العالم لكرة السلة 2014 هي النسخة السابعة عشر من بطولة كأس العالم لكرة السلة ومقرر أن تلعب في إسبانيا.

## الأماكن
احتضنت صالة بلاسيو دي ديبورتس دي لا كوميونداد المباراة النهائية ونصف مباريات الجولة الأخيرة. في حين لم يتم إعادة استخدام صالات بطولة العالم لكرة السلة لعام 1986، تم بناء ساحة مدريد الحالية على الموقع الأصلي الذي دمره حريق عام 2001 الذي كان موقعًا استخدم في عام 1986.
فيما يلي قائمة بالمواقع المؤكدة التي تم استخدامها لاستضافة المباريات خلال كأس العالم لكرة السلة 2014. كان كونور فلور المزود الرسمي لملاعب كرة السلة لكل موقع من المواقع الستة.
| شبه الجزيرة الإيبيرية                                                    | شبه الجزيرة الإيبيرية                                                    | مدريد                                                        | برشلونة                                                          | غرناطة                                                             |
| ------------------------------------------------------------------------ | ------------------------------------------------------------------------ | ------------------------------------------------------------ | ---------------------------------------------------------------- | ------------------------------------------------------------------ |
| مدريد برشلونة باراكالدو إشبيلية غرناطةكأس العالم لكرة السلة 2014 (Spain) | مدريد برشلونة باراكالدو إشبيلية غرناطةكأس العالم لكرة السلة 2014 (Spain) | بلاسيو دي ديبورتس دي لا كوميونداد الطاقة الاستيعابية: 13,700 | بالاو سانت جوردي الطاقة الاستيعابية: 15,700                      | Palacio Municipal de Deportes de Granada الطاقة الاستيعابية: 9,000 |
| مدريد برشلونة باراكالدو إشبيلية غرناطةكأس العالم لكرة السلة 2014 (Spain) | مدريد برشلونة باراكالدو إشبيلية غرناطةكأس العالم لكرة السلة 2014 (Spain) |                                                              |                                                                  |                                                                    |
| مدريد برشلونة باراكالدو إشبيلية غرناطةكأس العالم لكرة السلة 2014 (Spain) | مدريد برشلونة باراكالدو إشبيلية غرناطةكأس العالم لكرة السلة 2014 (Spain) | باراكالدو                                                    | إشبيلية                                                          | لاس بالماس دي غران كناريا                                          |
| مدريد برشلونة باراكالدو إشبيلية غرناطةكأس العالم لكرة السلة 2014 (Spain) | مدريد برشلونة باراكالدو إشبيلية غرناطةكأس العالم لكرة السلة 2014 (Spain) | Bizkaia Arena الطاقة الاستيعابية: 16,200                     | بالاسيو مونيسيبال دي ديبورتس سان بابلو الطاقة الاستيعابية: 7,200 | غران كناريا أرينا الطاقة الاستيعابية: 9,700                        |
| جزر كنارية                                                               |                                                                          |                                                              |                                                                  |                                                                    |
|                                                                          | لاس بالماس دي غران كنارياكأس العالم لكرة السلة 2014 (جزر الكناري)        |                                                              |                                                                  |                                                                    |

## المجموعة الأولى
تصدرت اسبانيا مبارياتها في الدور الأول في صدارة الترتيب النهائي للمجموعة الأولى برصيد 10 نقاط، تليها البرازيل 9، وفرنسا 8، وصربيا 7، ثم ايران 6، ومصر 5. وتأهلت لدور الـ16 المنتخبات الاربعة الأولى.
وفي مباراتها الخامسة الاخيرة تغلبت اسبانيا على صربيا 89 – 73. سجل للفائز باو غاسول 20 نقطة وخوان كارلوس نافارو 15 نقطة، وللخاسر الاحتياطي بينمانيا بييليكا 19 نقطة منها خمس رميات ثلاثية.
وتغلبت البرازيل على مصر 129 – 65 وسجل لها لياندرينيو باربوسا 22 نقطة.
كذلك تغلبت فرنسا بطلة أوروبا على إيران 81 – 76 وسجل لها توما اورتيل 15 نقطة، ولايران حمد نيكاه بحرامي 23 نقطة.

## المجموعة الثانية
تصدرت اليونان الترتيب النهائي للمجموعة الثانية برصيد 10 نقاط، تليها كرواتيا 8، والارجنتين 8، والسنغال التي تأهلت لدور الـ16 للمرة الأولى في تاريخها 7، ثم بورتوريكو 6، والفيليبين 6.
وفي مباراتها الاخيرة، تغلبت اليونان على الأرجنتين 79 – 71 وسجل لها نيك كالاثيس 18 نقطة.
وتغلبت كرواتيا على بورتوريكو 103 – 82، وسجل لها بويان بوغدانوفيتش 23 نقطة، ولبورتوريكو جي جي باريا 20 نقطة.
وحققت الفيليبين فوزها الأول في البطولة العالمية منذ عام 1974 إذ تغلبت على السنغال 81 – 79 بعد وقت اضافي.

## المجموعة الثالثة
وتصدرت الولايات المتحدة الترتيب النهائي للمجموعة الثالثة برصيد 10 نقاط، تليها تركيا 8، وجمهورية الدومينيكان 7، ونيوزيلندا 7، ثم أوكرانيا 7، وفنلندا 6.
وفي مباراتها الاخيرة، تغلبت الولايات المتحدة على أوكرانيا 95 – 71 وسجل لها جيمس هاردن 17 نقطة.
وتغلبت تركيا على جمهورية الدومينيكان 77 – 64 وسجل لها أوغوز سافاش 15 نقطةـ، ولجمهورية الدومينيكان فرنسيسكو غارسيا 18
نقطة.
وأخرجت نيوزيلندا فنلندا من المنافسة إذ تغلبت عليها 67 – 65 وسجل لها ايزاك فوتو 18 نقطة، ولفنلندا جيرالد لي 18 نقطة.

## المجموعة الرابعة
تصدرت ليتوانيا الترتيب النهائي للمجموعة الرابعة بدل سلوفينيا التي عانت خسارتها الأولى، برصيد 9 نقاط، تليها سلوفينيا 9، وأستراليا 8، والمكسيك 7، ثم أنغولا 7، وكوريا الجنوبية 5.
وفي مباراتها الاخيرة، تغلبت ليتوانــــيا على سلوفينيا 67 – 64 ولـــم يسجل السلوفيني سوى نقطتين في الربع الرابع الاخير.
وتغلبت أنغولا على أستراليا 91 – 83 وسجل لها يانيك مويررا 38 نقطة، ولأستراليا كريس غولدينغ 22 نقطة.
كما تغلبت المكسيك على كوريا الجنوبية 87 – 71 وسجل لها هكتور هرنانديز 16 نقطة، ولكوريا الجنوبية تاي جونغ مون 16 نقطة.

## التأهل للنهائي
كانت الولايات المتحدة قد تصدرت المجموعة الثالثة للدور الأول أمام تركيا وجمهورية الدومينيكان ونيوزيلندا،وفازت في دور الـ 16 على المكسيك 86- 63، وفي الدور ربع النهائي على سلوفينيا 119 – 76، وفي الدور نصف النهائي على ليتوانيا 96 – 68.
بينما حلت صربيا رابعة في المجموعة الأولى للدور الأول خلف إسبانيا والبرازيل وفرنسا، بعدما خسرت أمام فرنسا 73 – 74، وفازت في دور الـ 16 على اليونان 90 – 72، وفي الدور ربع النهائي على البرازيل 84 – 56، وفي الدور نصف النهائي على فرنسا 90 – 85.

## اللقب
انتزعت الولايات المتحدة لقبها الخامس في كأس العالم لكرة السلة إثر فوز عريض (129-92 ) على صربيا في نهائي البطولة الذي جرى الأحد 14 سبتمبر في العاصمة الإسبانية مدريد.